# 올리비아 왕
올리비아 왕(중국어 간체자: 王俪婷, 정체자: 王儷婷, 영어: Olivia Ong, 1985년 10월 2일 ~ )은 싱가포르의 가수이자 배우다. 대부분의 노래를 만다린어로 불렀으나 영어, 광둥어 일본어로 작업하기도 했다. 초기에는 재즈 리메이크 곡들을 부르다가 이후 점차 만다린어로 된 팝음악 쪽으로 방향을 전환했다.
싱가폴의 다마이 중학교에서 O-레벨 시험을 마치고 왕은 일본으로 건너가 학업을 계속하며 솔로 가수 경력을 이어간다.당시 마츠다 세이코와의 비슷했던 왕은 15살이 되었을 때 노래 경연대회에서 수상을 한 후 2001년에 일본의 음반 업체 S2S Pte Ltd와 계약을 맺었다. 그녀는 냇 킹 콜과 니나 시몬의 음악에 영향을 받았다.
처음에는 싱가포르를 거점으로 두 명의 싱가포르 소녀들과 함께 J-Pop 그룹인 미라이(Mirai)에서 활동을 하였으며 첫 번째 싱글 "Open Up Your Mind"는 일본만화 <환상마전 최유기>의 주제가로 쓰였다.
19살 때 "A Girl Meets Bossa Nova"라는 이름의 솔로 데뷔 앨범을 출시했다. 이 앨범에는 프랭크 시나트라의 히트곡 "Quite Nights of Quiet Stars"를 비롯한 재즈와 팝 음악들의 리메이크 곡들이 담겼다.
2004년 11월 17일 올리비아는 FIFA 월드컵 아시아 예선전(일본 대 싱가포르)이 열렸던 사이타마 경기장에서 싱가포르 국가를 불렀다.
2009년에 대만 레코드 회사인 HIM Music과 계약하고 페라나칸(중국과 말레이의 혼합 문화 및 인종)을 주제로한 드라마 <리틀 뇨냐>의 주제가를 불러 싱가포르에서 큰 인기를 얻고 나서 2010년 3월 5일에 "Olivia"라는 이름의 앨범을 출시하였다. 2011년에는 같은 레이블 소속인 패론하이트의 아론 얀과 듀엣으로 "最後一眼" (Just One Look)"을 녹음하여 얀의 데뷔 EP인 <The Next Me>에 담겨져 출시되었다.
2011년 올리비아는 영화 <대세계>에 돌아가신 자신의 할머니(임상평 Yvonne Lim)가 찍은 오랜 사진들을 발견하는 젊은 패션 사진작가 아민 역으로 출연했다. 사진을 갖고 할머니의 친구인 아멩을 찾아가고 아멩은 각 사진에 관련된 서로 다른 세대의 네 가지 이야기를 들려준다.
2012년 왕은 글로벌 차이니스 뮤직 어워드의 음악 대사로 임명되었다. 싱가포르 출신으로는 조이 추아 이후 두 번째였다. 같은 해 그녀는 2012 건국기념행사에서 주제가 "Love at First Fight"을 불렀다.
2015년 올리비아는 싱가포르 방송협회의 드라마인 <크레센도>에 알릭시아라는 가수 역으로 캐스팅되었다. 또한 새 앨범을 출시할 예정이다.

## 음반

### 정규 앨범
| 발매일           | 음반명                   |
| ---------------- | ------------------------ |
| 2005년 3월 24일  | A Girl Meets Bossanova   |
| 2005년 10월 26일 | Precious Stones          |
| 2006년 9월 9일   | Tamarillo                |
| 2006년 11월 22일 | A Girl Meets Bossanova 2 |
| 2007 7월 6일     | Fall In Love With        |
| 2007년 11월 21일 | Touch in the Sky         |
| 2008년 3월 20일  | Kiss in the Air          |
| 2008년 8월 20일  | Best of Olivia           |
| 2010년 3월 5일   | Olivia (CD)              |
| 2010년 5월 11일  | Olivia (SACD)            |
| 2010년 8월 11일  | 夏夜晚風Live影音專輯     |
| 2010년 11월 1일  | Just For You             |
| 2011년 7월 22일  | Romance                  |

### 비정규 앨범
| 발매일      | 음반명 |
| ----------- | ------ |
| 2008년 12월 | 如燕   |